# 学園パラダイス♥
『学園パラダイス♥』（がくえんパラダイス）は、竹書房発行の学園もの4コマ誌。2003年と2004年に、『まんがライフオリジナル』増刊号として発行された。

## 概要
同誌が発売される前年に、同じ4コマ専門誌を発行しており長年のライバルである芳文社がターゲットを若年層に絞り萌え系に特化した『まんがタイムきらら』を創刊し好調な成績を収めている流れを受け、竹書房も「若年層向け路線の4コマ誌を」との狙いで、題材を学園ものにターゲットを絞って編集し発行されたものである。
2003年4月に発行されたVol.1は、『まんがライフ』で新連載が決まっていた「耕して♥フォーリンLOVE」（後藤羽矢子）と『まんがライフオリジナル』の人気連載だった「せんせいのお時間」（ももせたまみ）のダブル看板だった。また後藤の出世作であり連載終了直後だった「どきどき姉弟ライフ 〜高校編」も再録され、ページ数的には後藤作品が最も多かった。竹書房各誌で連載または新連載が予定されている学園もの漫画の新作や、その他の連載作品の学園編などの外伝などが多く掲載されていた。3ヵ月後に「耕して～」は『まんがライフ』の、「～お時間」は「学園パラダイス」のコンセプトを受け継ぎつつ『まんがタイムきらら』系に対抗すべく萌え4コマ誌の要素をミックスした雑誌として新創刊された『まんがライフMOMO』の看板となり、また、同誌に掲載されたいくつかの作品も『まんがライフMOMO』で連載を開始した。そのため、『学園パラダイス』は『まんがライフMOMO』への発展的解消を遂げたものとみられていた。
しかし、2004年7月に、1年3ヶ月ぶりにVol.2が発行される。これはVol.1でメインの一つであった「耕して～」1巻のプロモーションとして急遽発行が決まったものである。（これにより本来5月予定だった『耕して～』1巻の発売が増刊発売後の8月に延期された）必然的に、事実上の「後藤羽矢子増刊」となり、前半部分はすべて「耕して～」の書き下ろしおよび再録となる。他作家の作品も、急遽決まったためか再録が非常に多く（書き下ろし掲載は、おーたみのるなどごく僅かであった）なおかつ同誌での一番のセールスポイントとなった後藤の新作描き下ろしも、人気作であったとはいえ、学園ものと縁の全くない「～姉弟ライフ」の後日談であったため、Vol.1のような「学園ものの4コマ増刊」を期待していた読者からの評判は散々であった。（そもそもまんがライフは当時ラブコメストーリー4コマ誌路線を掲げており、後藤および『耕して～』をその旗手として売り出していた。『耕して～』が学園ものであったとはいえ、MOMOが存在するのにわざわざジャンルを限定して「学園」と冠した増刊を出すメリット自体が薄かった。）
2003年版の主な企画は執筆陣による「本当にあった学園面白エピソード4コマ♥」と掲載作品女子キャラによる「人気キャラ勢ぞろい!! 原色制服コレクション」が、2004年版では「『耕して♥フォーリンLOVE』キャラクター徹底攻略」がコミックスの発売にあわせて掲載された。
なお、同時期に発行されていた、まんがライフオリジナル増刊号のシリーズ『あにまるパラダイス』『すくすくパラダイス』は後に隔月刊誌として発行されるようになるが、『学園パラダイス』の名は2号のみで途絶えた。前述の通り、Vol.1発行後に『まんがライフMOMO』が創刊したことで、事実上発展的解消となり、使命を終えていたと言える。

## 発行歴
1. まんがライフオリジナル5.1増刊号（2003年発売）
2. まんがライフオリジナル8.8増刊号（2004年7月8日発売）